# Прясло стены Новгородского Кремля между Фёдоровской и Митрополичьей башнями
Прясло стены между Фёдоровской и Митрополичьей башнями — памятник архитектуры. Расположен в Великом Новгороде в северо-западной части Новгородского Кремля.
По верхней части стены идёт боевой ход, стена завершена 27 прямоугольными зубцами конца XVI века (1,5 м х 1,9-2,1 м х толщина 0,9-1,0 м) на сплошном парапете, под ними просматриваются двурогие зубцы конца XV века. 2 через 2 чередуются обычные зубцы и зубцы со срезанными изнутри углами (для поворота ствола пушки), амбразур в зубцах прясла нет, но девять амбразур со ступенчатым завершением (для стрельбы из пищалей) сделаны между двурогими зубцами. К промежуткам между первоначальными зубцами в конце XVI века были пристроены стенки-прикладки из булыжного камня. Прясло, подобно прочим, с наружной части — вертикальная сверху стена с наклонной цокольной частью, над цоколем идёт горизонтальный кирпичный валик. У Фёдоровской башни есть заложенная на 2008 год бойница подошвенного боя. Стена облицована в 1-2 ряда кирпичом размерами 24-25,5 х 12,5-13 x 6,5-7,5 см (иногда — длиной 27 см). Глубина заложения фундамента из пяти рядов валунов на глиняной насыпи — 1,7 м. Через крепостную стену в сторону рва проходят два канала, по-видимому, от нужника. В восточной части к башне и стене примыкает постройка на фундаменте Митрополичьих палат, одноэтажная с восточной части и двухэтажная с западной; она построена не позднее XVIII века.

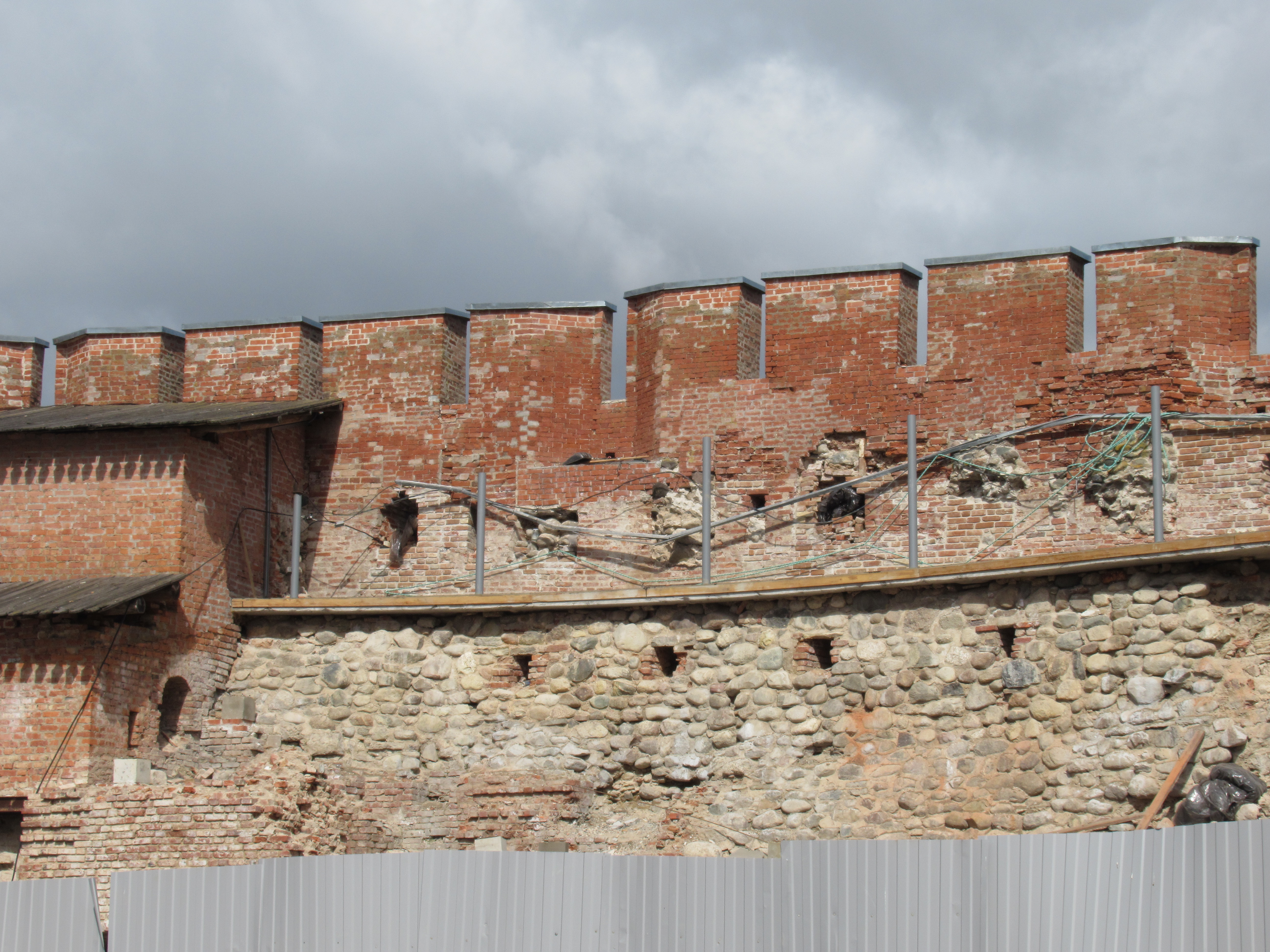
Двурогие зубцы под прямоугольными

Первые стены на участке были возведены в 1044 году при закладке Владимиром деревянного Детинца. В 1302 году были сооружены каменные стены, выложенные заново во время большого строительства во Владычном дворе. А. В. Воробьёв, М. Х. Алешковский, Г. М. Штендер считают, что слегка изогнутое прясло длиной 63,4 м было построено из валунов и плитняка в середине XV века, одновременно с Митрополичьими палатами (согласно Алешковскому, на внешней части древнего, армированного дубовыми городнями, вала 3,5 м в высоту; палаты утрачены). Его перестраивали в конце того же столетия (заново была сделана облицовка, сделаны двурогие зубцы, деревянная кровля), согласно Описи 1626 года, ещё раз прясло перестраивали в конце XVI века (сделаны двухъярусные бои, для чего стена была надложена выше первоначальных зубцов с сооружением выше прямоугольных, промежутки между ними были заложены с созданием бойниц). Высота стены 9,4-9,6 м, толщина 6,5-9,5 м. В 1660-е годы над прямоугольными зубцами был надстроен деревянный ярус в две стены, снаружи его покрыли левкасом и побелили. В 1671 году рядом с Фёдоровской башней упал каменный столп с часами, при этом части стены и примыкающие к ней Митрополичьи палаты были разрушены. В XVIII и XIX веках прясло ремонтировали, к началу XX века на месте Митрополичьих палат у прясла были заросшие завалы строительного мусора. В 1936—1940 годах Новгородский музей проводил реставрацию, при которой была выполнена облицовка с внешней стороны, внутри на завалах сделана дорожка, а зубцы покрыты слоем цемента.
Во время Великой Отечественной войны прясло пришло в аварийное состояние. В 1953 году прясло было исследовано, а в 1957—1958 годах отреставрировано под руководством А. В. Воробьёва в формах конца XVI века, при этом Воробьёв и Алешковский провели раскопки завалов и консервацию выявленных помещений. Повторная реставрация под руководством Г. М. Штендера и по проекту Воробьёва прошла в 1974—1976 годах, при этом боевой ход покрыли бетонными плитами, поверху зубцов сделали цементную стяжку, укрепили и проинъектировали кладку внутреннего фасада.